# Кресли Коул
Кресли Коул (на английски: Kresley Cole) е американска писателка на произведения в жанра съвременен, паранормален и исторически любовен роман, и фентъзи. Удостоена е с три престижни награди РИТА за паранормален любовен роман на Асоциацията на писателите на любовни романи на Америка и е включена в Залата на славата на асоциацията.

## Биография и творчество
Кресли Коул е родена в Мобил, Алабама, САЩ. Има магистърска степен по английска филология и е бивша спортистка и треньор по лека атлетика. По време на спортната си кариера обикаля голяма част от света, и в бъдеще ползва преживяванията за своите запомнящи се герои и описания.
Първият ѝ роман „Капитанът на всички удоволствия“ от поредицата „Съдърланд“ е издаден през 2003 г. В страстната история се сблъскват своенравната Никол Ласитър, дъщеря на морски капитан, и капитан Дерек Съдърланд, които трябва да докажат кой е по-добър в състезание, като трябва да преодолеят освен бурните води на океана и любовта.
Следва успешната ѝ трилогия „Братя Маккарик“, самостоятелни исторически любовни романи, които са съсредоточени върху живота на планинците в Пиринеите или Шотландия, благородници и разбойници, на техните борби за надмощие и любовни страсти.
През 2006 г. е издаден първия ѝ роман „Военачалникът иска завинаги“ от бестселъровата ѝ поредица „Безсмъртни след залеза“. Макар и самостоятелни истории, те са свързани с подсюжет, война наричана Присъединяването, която се случва на всеки 500 години, и се води в света на лора – тайно общество живеещо сред хората, съставено от стотици свръхестествени създания, вариращи от вампири до върколаци, от валкирии до демони, от вещици до фурии, със собствените си сили, слабости и древни предразсъдъци срещу други видове. Някои събития са описани в няколко книги, видени през очите на различни герои, или са упоменати в други книги. Всяка книга описва нова двойка герои, които са различни и трябва да преодолеят индивидуалните си проблеми, както и външни сили, които биха ги разделили, а част от новоописаните герои са участници и в следващите книги. Екшънът, сексуалността, разрушаването на стереотипите и хуморът са емблематичен стил на поредицата. Романите „Неутолимо желание“, „Целувка от краля на демоните“ и „Сенчест иск“ от поредицата получават наградата „РИТА“ за паранормален любовен роман на Асоциацията на писателите на любовни романи, с което тя е включена в Залата на славата на авторите на любовни романи, а някои от романите стават бестселъри №1 в списъка на „Ню Йорк Таймс“.
Следват поредицата ѝ „Хроники на Аркана“ и еротичната поредица „Създател на игри“.
Произведенията на писателката често са в списъците на бестселърите и са преведени на 23 езика по света.
Кресли Коул живее със семейството си във Флорида.

## Произведения

### Самостоятелни романи
- Shadow's Kiss (2021)[1]

### Поредица „Съдърланд“ (Sutherland)
1. The Captain of All Pleasures (2003)[1][3]
2. The Price of Pleasure (2004)

### Поредица „Братя Маккарик“ (MacCarrick Brothers)
1. If You Dare (2005)[1][2][3]
2. If You Desire (2007)
3. If You Deceive (2007)

### Поредица „Безсмъртни след залеза“ (Immortals After Dark)
1. The Warlord Wants Forever (2006)[1][2][3]
2. A Hunger Like No Other (2006) – награда РИТА
Неутолимо желание, изд.: ИК „Ибис“, София (2015), прев. Мариана Христова
3. No Rest for the Wicked (2006)
4. Wicked Deeds on a Winter's Night (2007)
5. Dark Needs at Night's Edge (2008)
6. Dark Desires After Dusk (2008)
7. Kiss of a Demon King (2009) – награда „РИТА“, бестселър №1
8. Untouchable (2009)
9. Pleasure of a Dark Prince (2010)
10. Demon from the Dark (2010)
11. Dreams of a Dark Warrior (2011) – бестселър №1
12. Lothaire (2012)
13. Shadow's Claim (2012) – награда РИТА
14. MacRieve (2013)
15. Dark Skye (2014)
16. Sweet Ruin (2015)
17. Wicked Abyss (2017)
18. Shadow's Seduction (2017)
19. Munro (2022)

### Поредица „Хроники на Аркана“ (Arcana Chronicles)
1. Poison Princess (2012)[1][2][3]
2. Endless Knight (2013)
3. Dead of Winter (2015)
4. Day Zero (2016)
5. Arcana Rising (2016)
6. The Dark Calling (2018)
7. From The Grave (2023)

### Поредица „Създател на игри“ (Game Maker)
1. The Professional (2014)[1][2][3]
2. The Master (2015)
3. The Player (2016)

### Сборници
- Deep Kiss of Winter (2009) – с Джина Шоуолтър[1]
- Blood Red Kiss (2016) – с Лариса Йон и Джина Шоуолтър